# Рудольф I (маркграф Бадена)
Рудольф I Баденский (нем. Rudolf I. von Baden, ок. 1230 — 19 ноября 1288) — маркграф Бадена, правивший в период с 1243 по 1288 годы. Благодаря своим многочисленным территориальным приобретениям в литературе рассматривается иногда как отец-основатель Бадена как влиятельного государства.

## Биография
Рудольф I был вторым сыном маркграфа Германа V и его жены Ирменгарды Рейнской, дочери пфальцграфа Генриха V.
Переняв отцовское наследство совместно со своим братом Германом VI, Рудольф уже в 1247/1248 году смог взять всю полноту власти в свои руки, так как Герман посредством брачного союза с Гертрудой фон Бабенберг получил титул герцога Австрии и отправился в Вену отстаивать свои претензии. После смерти Германа в 1250 году и казни племянника (сына Германа) Фридриха вместе с последним Штауфеном Конрадином в Неаполе в 1268 году, конкурентов у Рудольфа I не осталось.
Женитьба на Куникунде Эберштайнской (нем. Kunigunde von Eberstein, ок. 1230—1284 или 1290) в 1257 году принесла Рудольфу — в качестве приданого — половину родового замка фон Эберштайнов; вторую его половину Рудольф выкупил в 1283 году. В XIV столетии замок Альт-Эберштайн служил побочной резиденцией баденских маркграфов.
В 1250 году по желанию Рудольфа начались работы по расширению основной резиденции — замка Хоэнбаден.
В 1268 году Рудольфу удалось приобрести замок Либенэк (нем. Burg Liebeneck) с прилегающей деревней Вюрм (в составе города Пфорцхайм) у сеньоров фон Вайсенштайна.
В то же самое время Рудольф I был вовлечён в многочисленные столкновения с графами Вюртемберга, претендовавшими на баденские территории, и с епископами Страсбурга из-за таможенных пошлин на Рейне.
Маркграф Рудольф считается покровителем многочисленных церквей и монастырей: среди прочего, по его инициативе были возведены боковой придел и посвящённый св. Екатерине хор паломнической церкви в Бикесхайме (в составе Дурмерсхайма) с её знаменитыми фресками.
Скончавшийся в 1288 году, Рудольф I был похоронен в монастыре Лихтенталь в современном Баден-Бадене.

## Семья
20 мая 1257 года Рудольф заключил брак с Кунигундой Эберштайнской. Их дети:
- Герман VII (1266—1291) — маркграф Бадена с 1288 года
- Рудольф II (ум. 1295)
- Хессо (1268—1295)
- Рудольф III (ум. 1332)
- Кунигунда (ум. 1310), жена Фридриха VI фон Цоллерна
- Адельгейда (ум. 1295), аббатиса монастыря Лихтенталь
- Кунигунда (ум. 1310 или 1315), жена Рудольфа II Вертхаймского
- Ирменгарда (ок. 1270—1320), жена Эберхарда Вюртембергского